# Едуардо Сапоріті
Едуардо Сапоріті (ісп. Eduardo Saporiti, нар. 29 грудня 1954) — аргентинський футболіст, що грав на позиції захисника, насамперед за клуб «Рівер Плейт», а також національну збірну Аргентини.

## Клубна кар'єра
У дорослому футболі дебютував 1972 року виступами за команду «Расинг» (Кордова), в якій провів три сезони. 
Своєю грою за цю команду привернув увагу представників тренерського штабу клубу «Рівер Плейт», до складу якого приєднався 1976 року. Відіграв за команду з Буенос-Айреса наступні одинадцять сезонів своєї ігрової кар'єри. Більшість часу, проведеного у складі «Рівер Плейта», був основним гравцем захисту команди.
Завершував ігрову кар'єру в «Расінгу» (Авельянеда), за який виступав протягом 1987—1988 років.

## Виступи за збірну
1979 року дебютував в офіційних матчах у складі національної збірної Аргентини. Був учасником тогорічного Кубка Америки. Протягом кар'єри у національній команді провів 4 матчі.